# Церква Святого Василія Великого (Межиріччя)

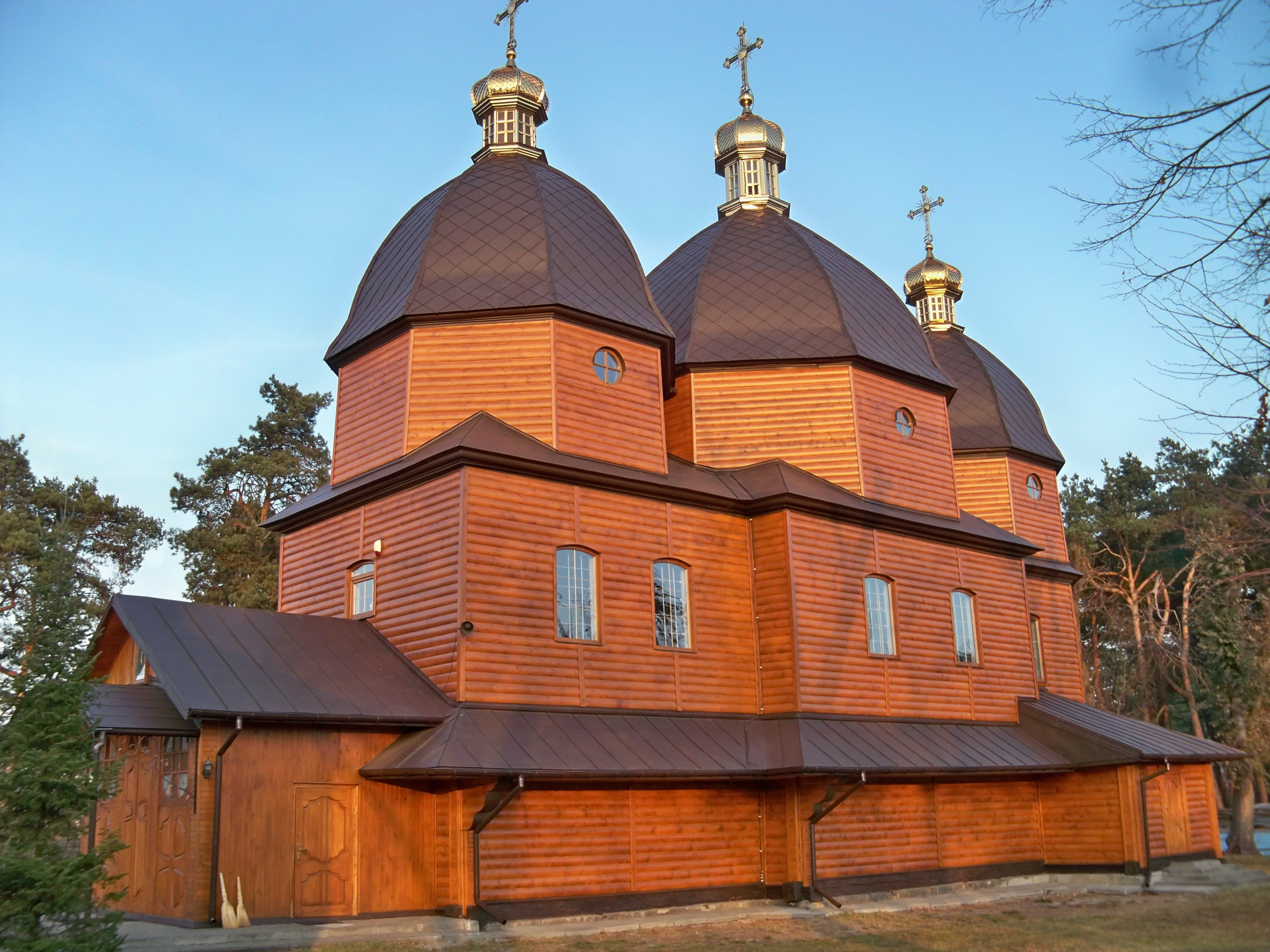
Церква св. Василія

Церква святого Василія Великого — діюча дерев'яна церква XVIII століття у селі Межиріччя (раніше — с. Пархач) Сокальського району Львівської області. Належить до УГКЦ.

## Історія
Карта 1783 року показує існуючу тоді сільську церкву на правому березі річки Рата, недалеко на захід від сучасної дерев'яної церкви — згідно з карти «Galizien und Lodomerien (1779—1783) — First Military Survey».
У селі Пархач (тепер — Межиріччя) шематизми 1910-х — 1920-х років згадують місцеву дерев'яну церкву датовану 1874 роком, але в шематизмах 1930-х років відзначають 1887 рік будівництва даної церкви.
Перші згадки про місцеву церкву походять з 1564—1565 років. У візитації 1749 року описується невелика дерев'яна будівля.
На її місці у 1886 році розпочато, 1887 року завершено будівництво нової дерев'яної церкви на мурованому фундаменті майстром Григорієм Герасимовичем з Безуєва.

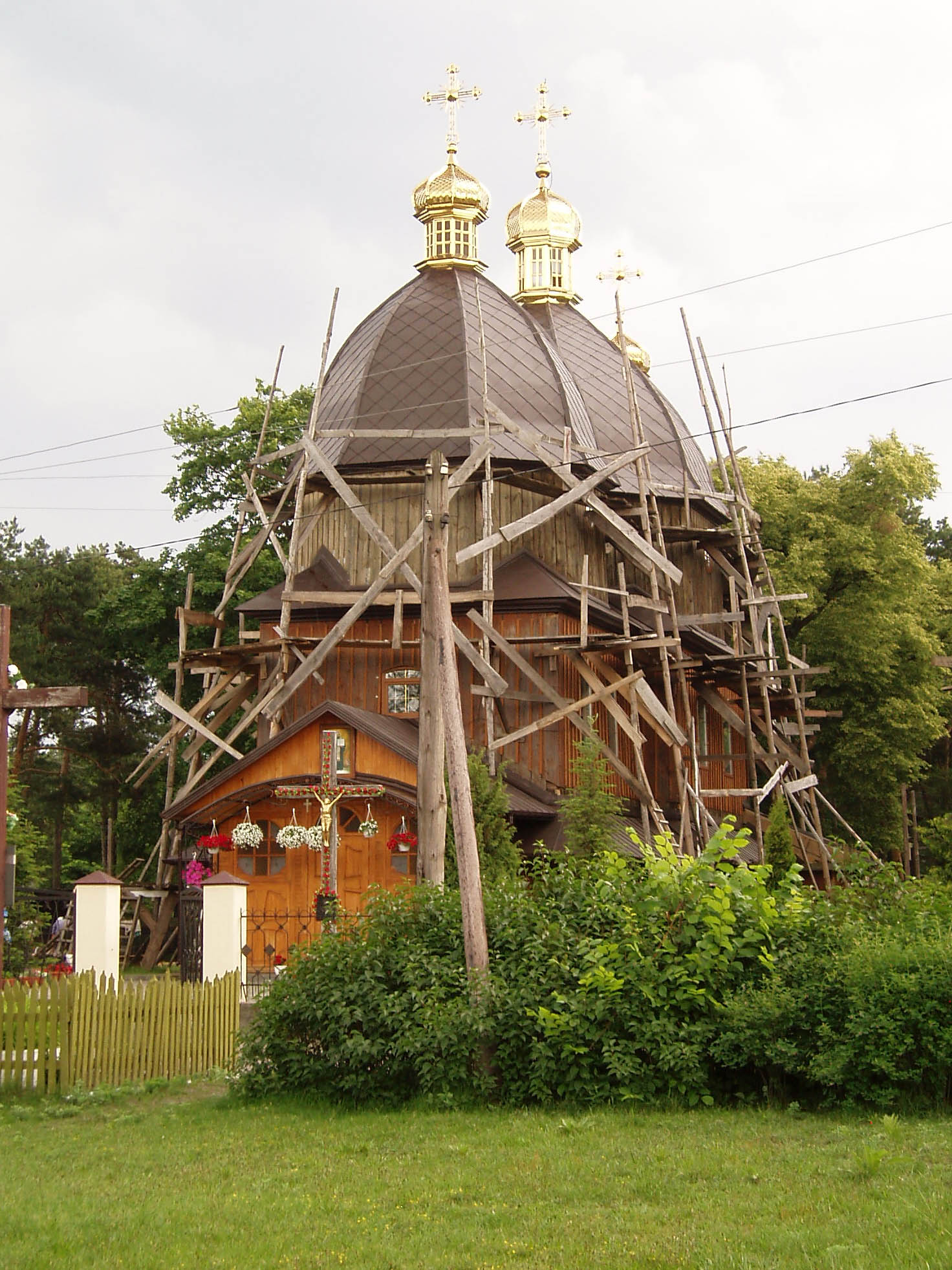
Реставрація церкви

У 1933 році село відвідав і відправив Святу Літургію Кир Андрей Шептицький.
В 1972—1989 роках храм в Межиріччі стояв зачиненим і використовувалася на колгоспний склад.
У 1990-х роках стіни восьмериків верхів оббили бляхою. Після 2010 року розпочали зовнішній ремонт церкви.
Дзвіниця мурована, стінна, знаходиться на захід від церкви.
На даний час при парафії св. Василія Великого організовано три хори: старший, молодіжний та дитячий. Також засновані братства: «Апостольство Молитви» та Матері у Молитві. Регулярно проводяться катехизи та зустрічі для дітей та молоді.